# Притыкина
Притыкина — деревня в Талицком городском округе Свердловской области России.

## Географическое положение
Деревня Притыкина находится в 13 километрах (по дорогам в 19 километрах) к востоку-северо-востоку от города Талицы, на левом берегу реки Пышмы. От русла реки деревня отделена небольшими старицами. В 2 километрах на северо-северо-восток от деревни Притыкиной расположена железнодорожная станция Чупино Свердловской железной дороги.

## Население
| 2002 | 2010 | 2021 |
| ---- | ---- | ---- |
| 0    | →0   | ↗1   |